# Clemens Nagel
Clemens Nagel (* 6. März 1945 in Tambach-Dietharz, Thüringen) ist ein deutscher Politiker (SPD).

## Leben
Nagel besuchte die Volksschule und das Gymnasium, das er 1965 mit dem Abitur verließ. Nachdem er seinen zweijährigen Wehrdienst abgeleistet hatte, studierte er an der Pädagogischen Hochschule und am Reallehrer-Institut in Karlsruhe. Dort legte er 1970 die erste Lehramtsprüfung und 1973 die Reallehrerprüfung ab. Nach dem Abschluss war er bis 1979 als Lehrer in Baden-Württemberg tätig.
Nagel gehört der Gewerkschaft Erziehung und Wissenschaft an. Er war Vorstand des Vereins „Kulturscheune Minfeld“ und war von 2009 bis 2016 Präsident der Oberrheinkonferenz. Ferner war er von 1995 bis 2013 Vizepräsident des Partnerschaftsverbandes beziehungsweise Freundschaftskreises Rheinland-Pfalz/Burgund und gehörte dem Oberrheinrat an.

## Politik
Clemens Nagel trat 1974 in die SPD ein, in der er einige regionale Ämter übernahm, darunter den Vorsitz des Unterbezirks Südpfalz. 1979 wurde er zum Fraktionsvorsitzenden der SPD im Gemeinderat von Minfeld gewählt. Von 1984 bis 2004 war er Ortsbürgermeister von Minfeld, dem Gemeinderat gehörte er noch bis 2009 an. Außerdem war er von 1984 bis 1999 Mitglied im Rat der Verbandsgemeinde Kandel. Von Februar 2020 bis 2024 war Nagel Vorsitzender des SPD-Ortsvereins Minfeld.
Nagel saß von 1975 bis 2001 im Landtag von Rheinland-Pfalz. Dort gehörte er zunächst dem Ausschuss für Wirtschaft und Verkehr an, seit der 10. Wahlperiode (1983) war er stellvertretender Vorsitzender des Umweltausschusses, der 1987 zum Ausschuss für Umwelt und Gesundheit und 1996 zum Ausschuss für Umwelt und Forsten wurde. In der 12. Wahlperiode gehörte er zudem dem Ausschuss für Europafragen, der Enquete-Kommission „Hochwasserschutz“ und dem Untersuchungsausschuss „Gründung und Tätigkeit der Gesellschaft zur Beseitigung von Sonderabfällen (GBS)“ an, in der 13. Wahlperiode dem Untersuchungsausschuss „Konzeption und Tätigkeit der Sonderabfall Management Gesellschaft Rheinland-Pfalz mbH (SAM) sowie der mit der Aufsicht betrauten Organe und Personen“.
Von 2001 bis 2013 war er Beauftragter des Ministerpräsidenten für die grenzüberschreitende Zusammenarbeit.

## Ehrungen
- 1988: Bundesverdienstkreuz am Bande
- 2005: Bundesverdienstkreuzes 1. Klasse
- 2012: Chevalier (Ritterkreuz) des „Ordre national du Mérite“[5]
- 2025: Ehrenbürger der Gemeinde Minfeld[6]